# Sclerostomus
Sclerostomus es un género de coleóptero de la familia Lucanidae.

## Especies
Las especies de este género son:
- Sclerostomus aurocinctus
- Sclerostomus boileaui
- Sclerostomus dulceae
- Sclerostomus godinhorum
- Sclerostomus rotundatus
- Sclerostomus ruficollis
- Sclerostomus trifurcatus
- Sclerostomus cucullatus
- Sclerostomus truncatus
- Sclerostomus nitidus
- Sclerostomus tuberculatus
- Sclerostomus bartolozzii
- Sclerostomus costatus
  - Sclerostomus costatus costatus
  - Sclerostomus costatus genalis
- Sclerostomus damasoi
- Sclerostomus delislei
- Sclerostomus koikei
- Sclerostomus noguchii
- Sclerostomus prodigiosus
- Sclerostomus sulcicollis
- Sclerostomus wendyae
- Sclerostomus gounellei